# Coa
La coa es un tipo de azada en forma de palo aguzado o pala estrecha, plana y afilada, empleada por  pueblos indígenas de la América prehispánica. El término es de origen taíno, y su uso pasó a otras regiones de América desde las Antillas, a través de los conquistadores españoles.  Su empleo es significativo en varias regiones de México y Centroamérica.

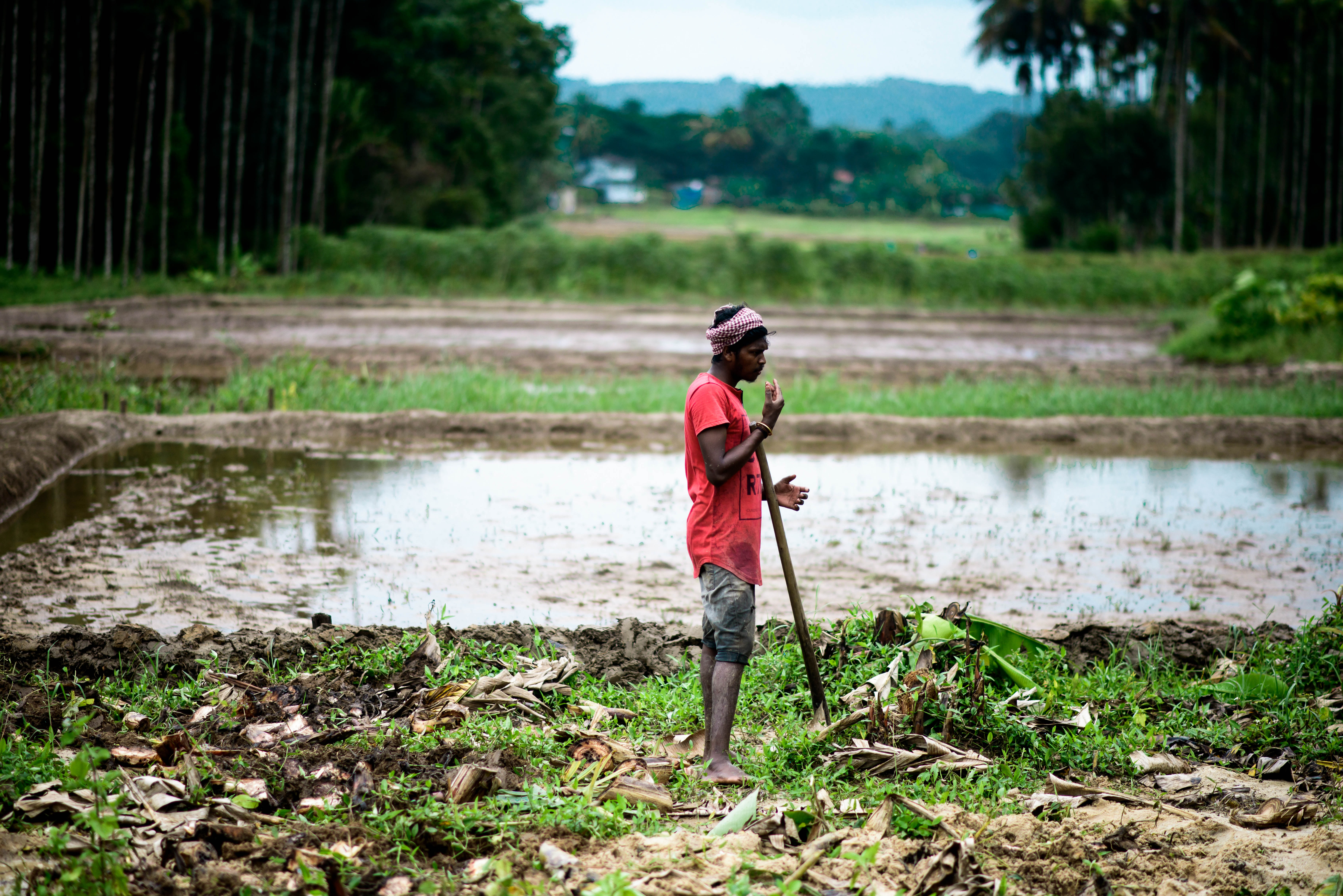
Un campesino hace hoyos con la coa para sembrar en el arrozal